# Willy-Brandt-Platz (Essen)
Der Willy-Brandt-Platz ist ein nach dem Politiker und Bundeskanzler Willy Brandt benannter, zentraler Platz im Essener Stadtkern, der den nördlichen Vorplatz des Essener Hauptbahnhofs und damit auch den Eingang zur Innenstadt markiert. Er dient als innerstädtischer Freiraum und Ort für Veranstaltungen, wie beispielsweise dem Weihnachtsmarkt und dem Stadtfest Essen Original.

## Geschichte

### Vorgeschichte
Ursprünglich verlief im heutigen östlichen Bereich des Willy-Brandt-Platzes die Kettwiger Straße vom einstigen Kettwiger Tor der Essener Stadtmauer in nördlicher Richtung zur heutigen Kettwiger Straße. Die damalige Bebauung grenzte beidseits direkt an die Straße, eine Freifläche eines Platzes war noch nicht gegeben. Auf westlicher Seite befand sich im 19. Jahrhundert das Haus des Justizrats Bohnstedt, an dem das Bohnstedtgäßchen, später Judengäßchen genannt, nach Westen abzweigte. Nördlich der Gasse lag der Vorgarten und Ausstellungsraum des angrenzenden Hauses des Kunstgärtners Karl Böhnert, der seit etwa 1859 die Gestaltung des heutigen Stadtgartens ausführte. 1899 ersetzte das Grand Hotel Royal, das ab 1914 Hotel Königshof hieß, diese Gebäude. In den Jahren 1900 bis 1903 wurde südlich das erste Hauptpostgebäude im neugotischen Stil angelehnt an den Königshof errichtet. Auf östlicher Seite gab es im 19. Jahrhundert das Hotel Zum Adler mit dem Adlerkeller. An dessen Stelle wurde 1911/1912 das noch heute bestehende Gebäude des Handelshofs errichtet.
Das neue, heutige Postgebäude entstand in den Jahren 1924 bis 1933 in einzelnen Bauabschnitten etwa 18 Meter weiter westlich dem Vorgängerbau aus dem Jahr 1903. Im Frühjahr 1937 wurde das Hotel Königshof abgerissen, zusammen mit dem seit 1920 nördlich angrenzenden Geschäftsgebäude. Am Ende des gleichen Jahres folgte bereits die Fertigstellung des Deutschen Familien-Kaufhauses (DeFaKa), ebenfalls in westlicher Richtung versetzt. Durch diese neue, um rund 18 Meter nach Westen versetzte Fluchtlinie der neuen Gebäude, entstand vom Hauptbahnhof aus gesehen ein repräsentativer, breiter Eingangsbereich zur Innenstadt. Diese Freifläche, die auch als nördlicher Bahnhofsvorplatz bezeichnet wurde, wird seit 1915 im Norden durch das Eickhaus, ursprünglich einem Geschäftshaus für Wohneinrichtungen, begrenzt.
Seit 1893 befuhr die Straßenbahn die Kettwiger Straße zwischen Hauptbahnhof und Altenessen. Sie fuhr damit auch über den späteren Platz.

### Zweiter Weltkrieg und Wiederaufbau
Durch die rund 90-prozentige Zerstörung der Essener Innenstadt durch Bombardierungen der Alliierten im Zweiten Weltkrieg war auch der nördliche Bahnhofsvorplatz, der später so benannte der Willy-Brandt-Platz, schwer getroffen worden. Die bis zu den Zerstörungen betriebene Straßenbahnstrecke über den Platz wurde ebenso zerstört wie der Hauptbahnhof. Das Eickhaus verlor sein pagodenähnliches Dach, der Handelshof und das DeFaKa-Gebäude brannten völlig aus.
Alle anliegenden Gebäude wurden nach dem Krieg wieder aufgebaut bzw. instand gesetzt. Das Empfangsgebäude des Hauptbahnhofes wurde durch einen dem Zeitgeist der 1950er Jahre entsprechenden Neubau ersetzt. Das Pagodendach des Eickhauses wurde durch ein nach hinten versetztes sechstes Stockwerk mit Flachdach ersetzt. Das DeFaKa-Gebäude wurde zunächst wieder aufgebaut, aber 1976 abgerissen und durch ein neues Horten-Kaufhaus ersetzt, das im November 1977 eröffnete. Das Kaufhaus war nun mit einer Unterführung unter der Hachestraße hindurch direkt mit dem Hauptbahnhof verbunden worden. Ebenso wurde eine Unterführung unter der damaligen, vierspurigen Straße Am Hauptbahnhof zur an der Kettwiger Straße beginnenden Fußgängerzone hin errichtet, wo bis heute ein kleiner Pavillon als Ein- und Ausgang dient. So mussten die Fußgänger nicht diese Straße queren, die von der nordwestlich gelegenen Lindenallee, am Kaufhaus und der Hauptpost vorbei, und weiter in die Unterführung der Gleisanlagen des Hauptbahnhofs führte.
In der ersten Hälfte der 1970er Jahre fanden in weiten Teilen des späteren Willy-Brandt-Platzes große Aushubarbeiten für den Bau der U-Stadtbahn statt. Kurz darauf wurde die nach dem Krieg oberirdisch errichtete, über die Hollestraße und weiter in die Gleisunterführung des Hauptbahnhofs Richtung Südviertel führende Straßenbahnstrecke abgebaut. Unter dem Willy-Brandt-Platz wurde am 28. Mai 1977 die Tunnelverbindung der U-Stadtbahn zwischen dem Hauptbahnhof und dem Wiener Platz (seit 1985 Hirschlandplatz genannt) eröffnet.

### Seit der Namensgebung 1994
Im Jahr 1994 wurde der Bereich des seit 18. Mai 1994 nach dem Politiker und Bundeskanzler Willy Brandt benannten Platzes zur Fußgängerzone umgestaltet. Im gleichen Jahr übernahm Kaufhof das Horten-Kaufhaus, das seit 2019 unter Galeria Karstadt Kaufhof firmierend, am 14. Oktober 2020 schloss. Während des vierjährigen Umbaus des ehemaligen Kaufhofgebäudes zum Büro- und Geschäftshaus Königshof war der Willy-Brandt-Platz nicht nutzbar. Er wurde im Oktober 2024 wiedereröffnet. Das Ministerium für Heimat, Kommunales, Bau und Digitalisierung des Landes Nordrhein-Westfalen hat das Förderprogramm Zukunftsfähige Innenstädte und Ortszentren entwickelt. Damit erhält auch die Stadt Essen Fördergelder, um unter anderem den Willy-Brandt-Platz unter Bürgerbeteiligung langfristig neuzugestalten. Die Online-Abstimmung zu drei Konzepten hat im Januar 2023 stattgefunden. Ein weiterer Zeitrahmen steht noch aus. Ab 2026 wird zwischen dem Hauptbahnhof und dem Willy-Brandt-Platz wieder eine oberirdische Straßenbahnlinie, die sogenannte Citybahn, verkehren und dort eine neue Haltestelle in Betrieb gehen.

## Bildergalerie

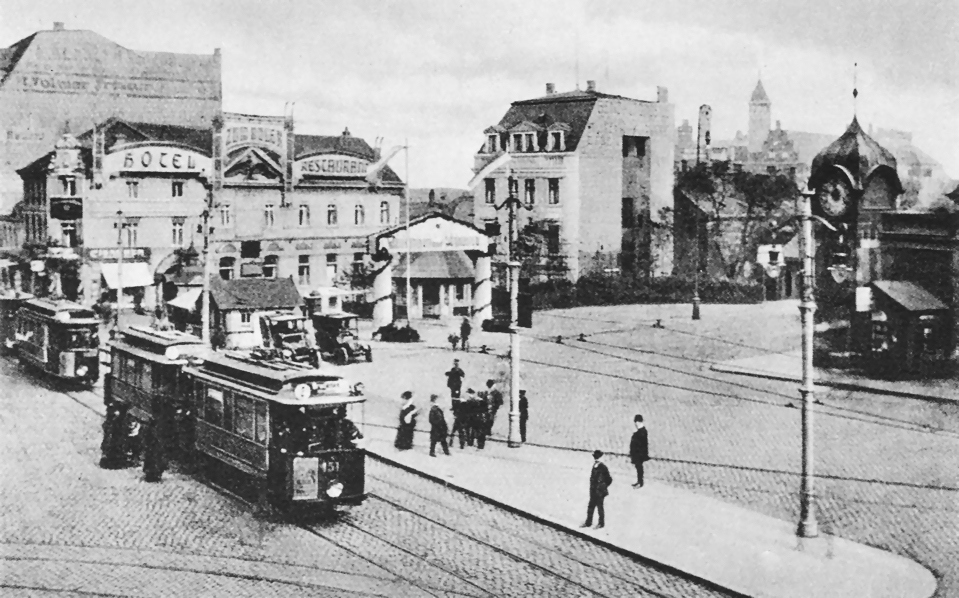
Bahnhofsvorplatz mit dem Hotel Zum Adler, seit 1912 Standort des Handelshofs
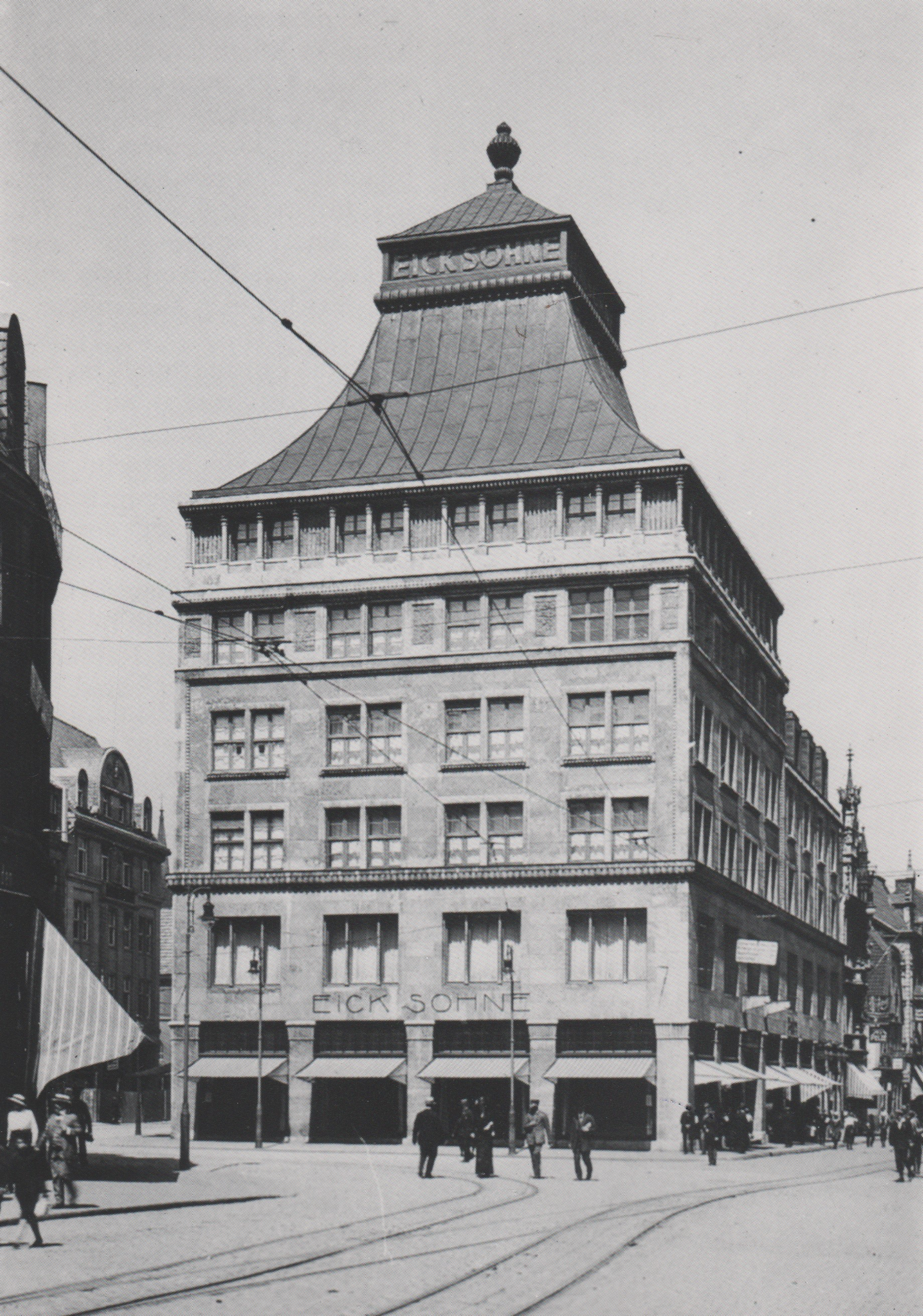
Eickhaus mit Pagodendach um 1915
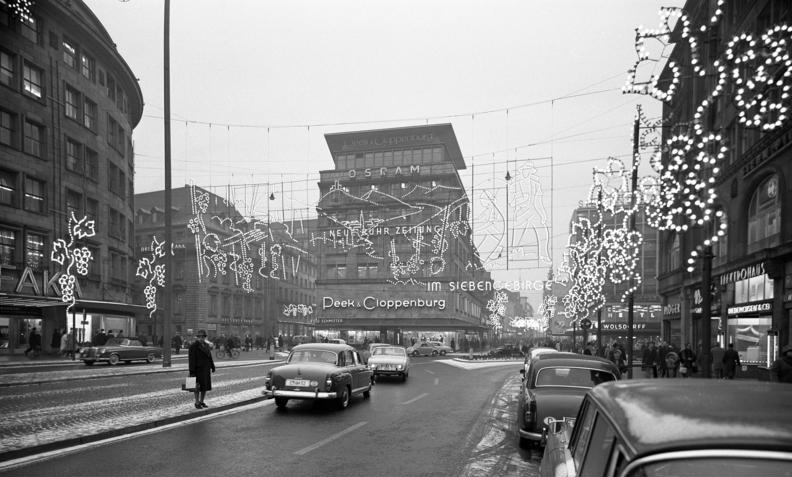
Bereich des späteren Willy-Brandt-Platzes 1961
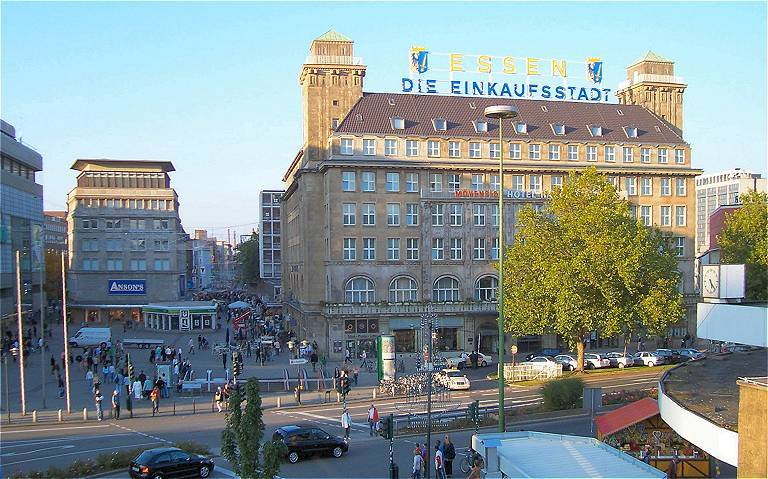
Hotel Handelshof mit dem Willy-Brandt-Platz 2005
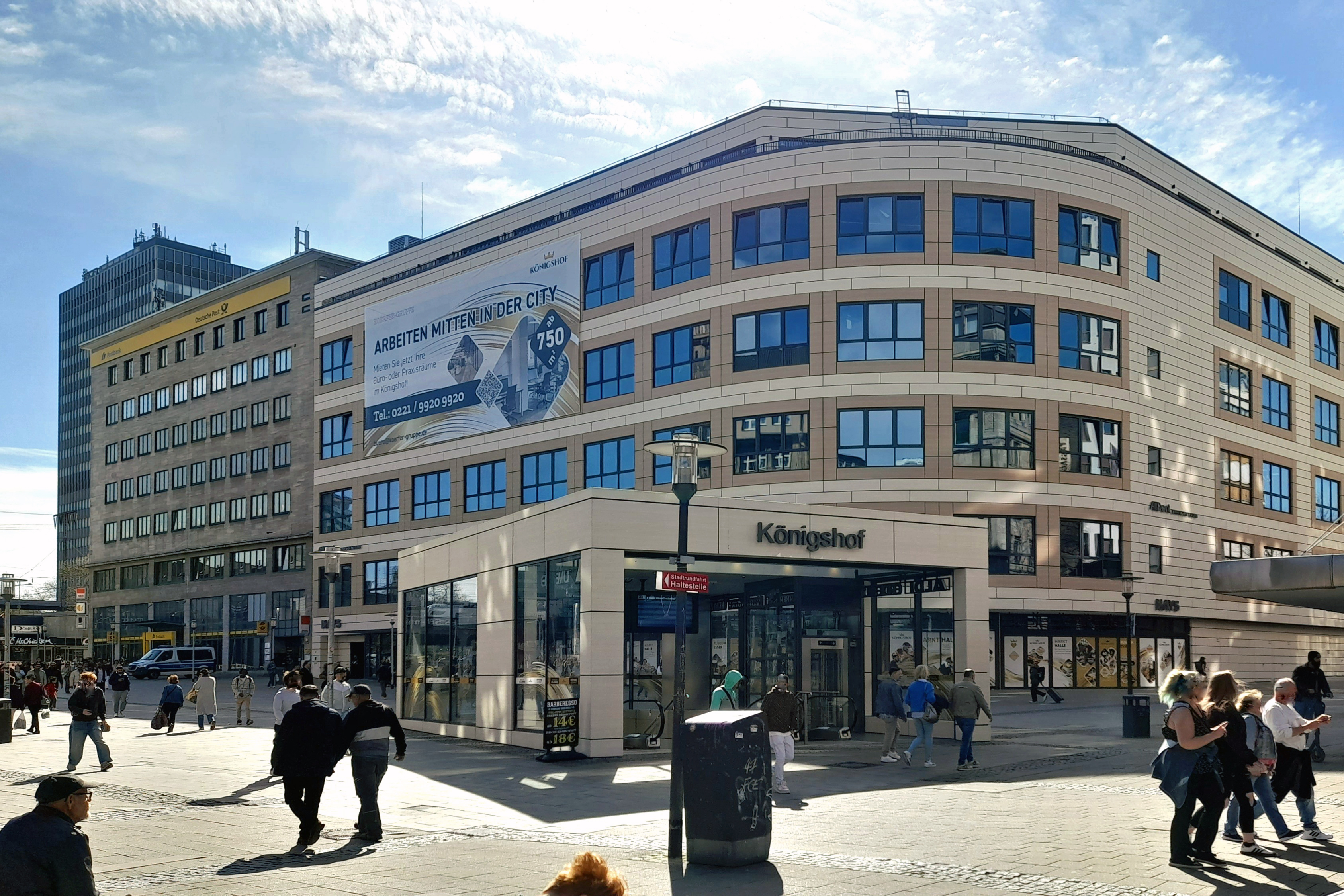
Königshof und Hauptpost 2025